# Amaury Sport Organisation
Amaury Sport Organisation (ASO) és un dels principals organitzadors de proves esportives a França i el món, entre les quals destaquen un gran nombre de curses ciclistes com el Tour de França, la París-Roubaix, la París-Niça, la Fletxa Valona, la Lieja-Bastogne-Lieja, la París-Tours, el Critèrium del Dauphiné, el Tour de Qatar, el Tour d'Oman, el Tour de l'Avenir o la Volta a Espanya, entre d'altres. ASO també organitza proves en altres camps esportius com l'atletisme (Marató de París), motociclisme i automobilisme (Ral·li Dakar), i el golf (Open de França).
ASO forma part del grup de premsa Amaury, que té en propietat els diaris Le Parisien i L'Équipe.